# Pararge tkatshukovi
Pararge tkatshukovi är en fjärilsart som beskrevs av Scheljushko 1925. Pararge tkatshukovi ingår i släktet Pararge och familjen praktfjärilar. Inga underarter finns listade i Catalogue of Life.